# فنیل‌اتیل‌مالونامید
فنیل‌اتیل‌مالونامید (به انگلیسی: Phenylethylmalonamide) یک ترکیب شیمیایی با شناسه پاب‌کم ۲۳۶۱۱ است. که جرم مولی آن ۲۰۶٫۲۴ g/mol می‌باشد.